# Marie de Roumanie (1900-1961)
Pour les articles homonymes, voir Marie de Roumanie.
Titres
Reine de Yougoslavie
3 octobre 1929 – 9 octobre 1934
(5 ans et 6 jours)
Reine des Serbes, Croates et Slovènes
8 juin 1922 – 3 octobre 1929
(7 ans, 3 mois et 25 jours)
Marie de Roumanie (en roumain : Maria a României et en serbo-croate : Марија Карађорђевић / Marija Karađjorđjevitch), née le 6 janvier 1900 à Gotha, en Allemagne, et morte le 22 juin 1961 à Chelsea à Londres au Royaume-Uni, est une princesse de Roumanie devenue, par son mariage, reine des Serbes, Croates et Slovènes de 1922 à 1929, puis de Yougoslavie de 1929 à 1934.

## Biographie

### Enfance
Marie est née le 6 janvier 1900 au château de Friedenstein à Gotha . Elle est le troisième enfant de Ferdinand Ier de Roumanie et de Marie de Saxe-Cobourg-Gotha. Elle est la sœur cadette du roi Carol II de Roumanie et d'Élisabeth de Roumanie, reine des Hellènes, et la sœur aînée du prince Nicolas de Roumanie, d'Ileana de Roumanie, archiduchesse de Habsbourg-Toscane, et du prince Mircea de Roumanie. Elle porte le nom de sa grand-mère maternelle, la grande-duchesse Maria Alexandrovna de Russie, et est surnommée Mignon par sa famille pour la distinguer de sa mère. Dans ses mémoires, la reine Marie la décrit ainsi : 
Elle a été dès son premier jour une enfant de la joie et du soleil, car ces miracles se produisent. Gaie, souriante et étonnamment aimante dès sa plus tendre enfance, elle fut plus qu'une consolation, elle fut une révélation, et je l'aimais d'un amour difficile à décrire ; je ne pouvais pas la quitter des yeux, elle était un message de paix et d'espoir. Nous l'avons baptisée Marie du nom de ma mère et de sa mère avant elle, mais nous l'appelions Mignon et ce nom lui est resté à jamais. Pour nous, elle est et sera toujours Mignon .
En 1914, après la mort de Carol Ier de Roumanie, ses parents deviennent roi et reine de Roumanie. Pendant la Première Guerre mondiale, elle travaille comme infirmière avec sa mère et ses deux sœurs. 
Marie est d'une beauté remarquable dans sa jeunesse et ressemble à sa sœur Elisabeth. Elle est aussi bien éduquée et parle couramment plusieurs langues. En 1922, le futur Alexandre Ier de Yougoslavie est invité au château de Peleș, lieu de villégiature de la famille royale roumaine, et est présenté à Marie. Marie et Alexandre tombent amoureux et se fiancent avec la bénédiction du père de la princesse.

### Mariage
Le 8 juin 1922 à la cathédrale Saint-Michel de Belgrade, elle épouse Alexandre Ier, alors roi des Serbes, Croates et Slovènes (1888-1934) . Le mariage bénéficie d’une grande publicité internationale. Comme Maria est parente de la famille royale britannique, la couronne britannique est représentée par le duc d'York, fils cadet du roi Georges V.
De ce mariage naissent trois fils, le premier recevant un prénom royal serbe traditionnel, le deuxième un prénom croate et le troisième un prénom slovène pour créer l'unité dans le nouvel État de Yougoslavie :
- Pierre II de Yougoslavie (1923-1970), roi de Yougoslavie, qui épouse, en 1944, la princesse Alexandra de Grèce (1921-1993) ;
- Tomislav de Yougoslavie (1928-2000), prince de Yougoslavie, qui épouse, en 1954, la princesse Marguerite de Bade (1932-2013) avant de divorcer en 1981 et de se remarier l'année suivante à Linda Mary Bonney (1949) ;
- André de Yougoslavie (1929-1990), prince de Yougoslavie, qui épouse, en 1956, la princesse Christine de Hesse-Cassel (1933-2011) avant de divorcer en 1962 et de se remarier l'année suivante à la princesse Kira de Leiningen (1930-2005), il divorce en 1972 et se remarie deux ans plus tard avec Eva Maria Anđelković, (26 août 1926 - 13 décembre 2020).

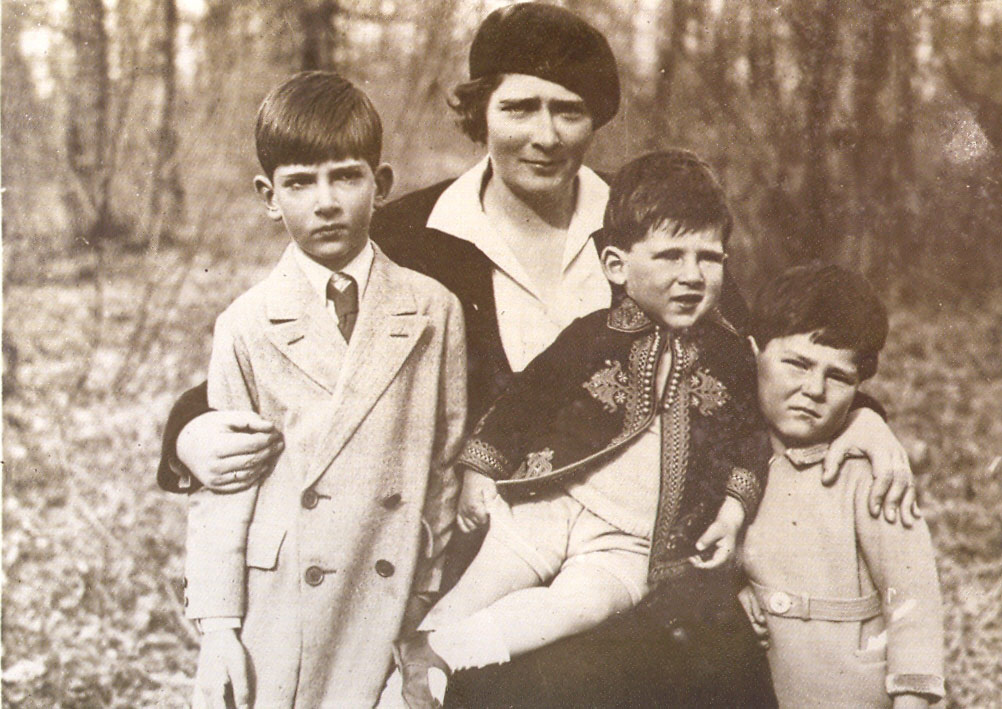
Marie et ses trois fils vers 1933.

Le 3 octobre 1929, Marie devient reine de Yougoslavie lorsqu'Alexandre change le nom du pays. La nouvelle résidence royale de Belgrade n'étant pas terminée, le roi et la reine continuent à vivre au domaine des Karađorđević à Oplenac près de Topola. La reine Marie établit de bonnes relations avec le clergé orthodoxe et s'engage dans des œuvres caritatives. Au domaine des Karađorđević, elle participe au travail de la paysannerie locale et peut être vue travailler dans les champs vêtue d'un costume folklorique traditionnel. Elle fonde des écoles pour les enfants des agriculteurs locaux, des bourses d'études au profit des étudiants pauvres et coopère avec l'Église pour aider les familles pauvres. Ses fils jouent avec les enfants des ouvriers du domaine. La vie simple de Marie lui vaut une réputation favorable, et sa popularité profite également à Alexandre, lorsqu'elle et parfois ses fils l'accompagnent lors de ses voyages à travers la Yougoslavie.
La reine aime peindre et sculpter sous la direction de l'artiste Iva Despić-Simonović. Elle conduit également sa voiture elle-même, ce qui est très inhabituel pour la royauté à l'époque .
À la suite de l'assassinat de son mari à Marseille, en 1934, son fils aîné, âgé de seulement onze ans, devient le dernier roi de Yougoslavie. Mineur, le jeune roi est placé sous la régence de son oncle, le prince Paul. Ce dernier octroie à Marie une allocation de six millions de dinars pour elle et ses fils : elle en garde un quart et dépense le reste en oeuvres de charité. La reine Marie continue d'abord à représenter la famille royale en tant que reine douairière, notamment en menant une campagne contre la tuberculose.
Après la mort d'Alexandre, Maria souffre de rhumatismes. En 1938, elle achète une ferme à Gransden, dans le Bedfordshire. En 1939, elle s'y installe définitivement, et si elle emmène ses plus jeunes fils, elle est obligée de laisser son aîné en Yougoslavie en raison de sa position. À l'époque, la rumeur dit que Marie a quitté la Yougoslavie en raison d'un conflit avec le régent, mais la raison officielle invoquée pour justifier son déménagement est sa santé. Elle reçoit le titre de reine mère de Yougoslavie en 1941.

### Exil
La Yougoslavie se déclare neutre au début de la Seconde Guerre mondiale. Cependant, le 25 mars 1941, le prince Paul déclare la Yougoslavie alliée de l’Allemagne nazie et de l’Italie fasciste. Le 27 mars, Pierre II destitue le prince Paul de son poste de régent. Le 6 avril, l'Allemagne nazie attaque la Yougoslavie et Pierre II s'enfuit en Grande-Bretagne, où il arrive en juin. Marie désire retourner en Yougoslavie pour se tenir aux côtés du peuple yougoslave pendant la guerre, mais ses problèmes de santé l'en empêchent.
Pendant la guerre, Marie envoie une aide humanitaire aux prisonniers de guerre yougoslaves détenus par les nazis par l'intermédiaire de la Croix-Rouge en Grande-Bretagne. Pour éviter d'être identifiée par les Allemands comme expéditrice des colis, elle les signe du nom de Mary Djordjevic, mais elle est reconnue par les prisonniers yougoslaves.
Le 29 novembre 1945, la monarchie est abolie en Yougoslavie et en 1947, le régime communiste lui retire sa citoyenneté yougoslave et confisque ses propriétés. Son fils aîné s'installe alors aux États-Unis. Marie achète une nouvelle ferme dans le Kent, où elle vit simplement avec ses deux plus jeunes fils, qu'on voit souvent travailler dans les champs. Elle choisit aussi de ne pas utiliser ses liens de parentés avec la famille royale britannique. Elle s'engage dans la communauté yougoslave de Londres, et se consacre à son intérêt pour l'art, étudiant ainsi à la Byam Shaw School of Art et participant à plusieurs expositions.
Elle meurt à Chelsea le 22 juin 1961 et est inhumée au cimetière royal de Frogmore à Windsor. Le 26 mai 2013, ses restes sont transférés, avec ceux de son fils Pierre II, dans la nécropole des Karageorgevitch, à Topola en Serbie, à l'occasion d'une cérémonie officielle à laquelle participent notamment le président serbe Tomislav Nikolic et son gouvernement,. Elle est « réhabilitée » en 2014.

## Honneurs
- 8 juin 1922 : dame grand-croix de l'ordre de l'Étoile de Karageorge
- 1934 : dame grand-croix de l'ordre de Saint-Alexandre [8]
- 4 avril 1937 : dame grand-croix de l'ordre du Lion blanc
- 1959 : dame grand-croix de la Légion d'honneur [9]
- Dame grand-croix de l'ordre de Carol Ier
- Dame grand-croix de l'ordre de la Couronne de Roumanie
- Dame grand-croix de l'ordre de la Couronne yougoslave